# Kanton Sainte-Suzanne (Mayenne)
Sainte-Suzanne is een voormalig kanton van het Franse departement Mayenne. Het kanton maakte deel uit van het arrondissement Laval. Het werd opgeheven bij decreet van 21 februari 2015 met uitwerking op 22 maart 2015. Alle gemeenten werden toegevoegd aan het kanton Meslay-du-Maine.

## Gemeenten
Het kanton Sainte-Suzanne omvatte de volgende gemeenten:
- Blandouet
- Chammes
- Sainte-Suzanne (hoofdplaats)
- Saint-Jean-sur-Erve
- Saint-Léger
- Saint-Pierre-sur-Erve
- Thorigné-en-Charnie
- Torcé-Viviers-en-Charnie
- Vaiges

Vanaf 2015 zijn al deze gemeenten toegevoegd aan het kanton Meslay-du-Maine

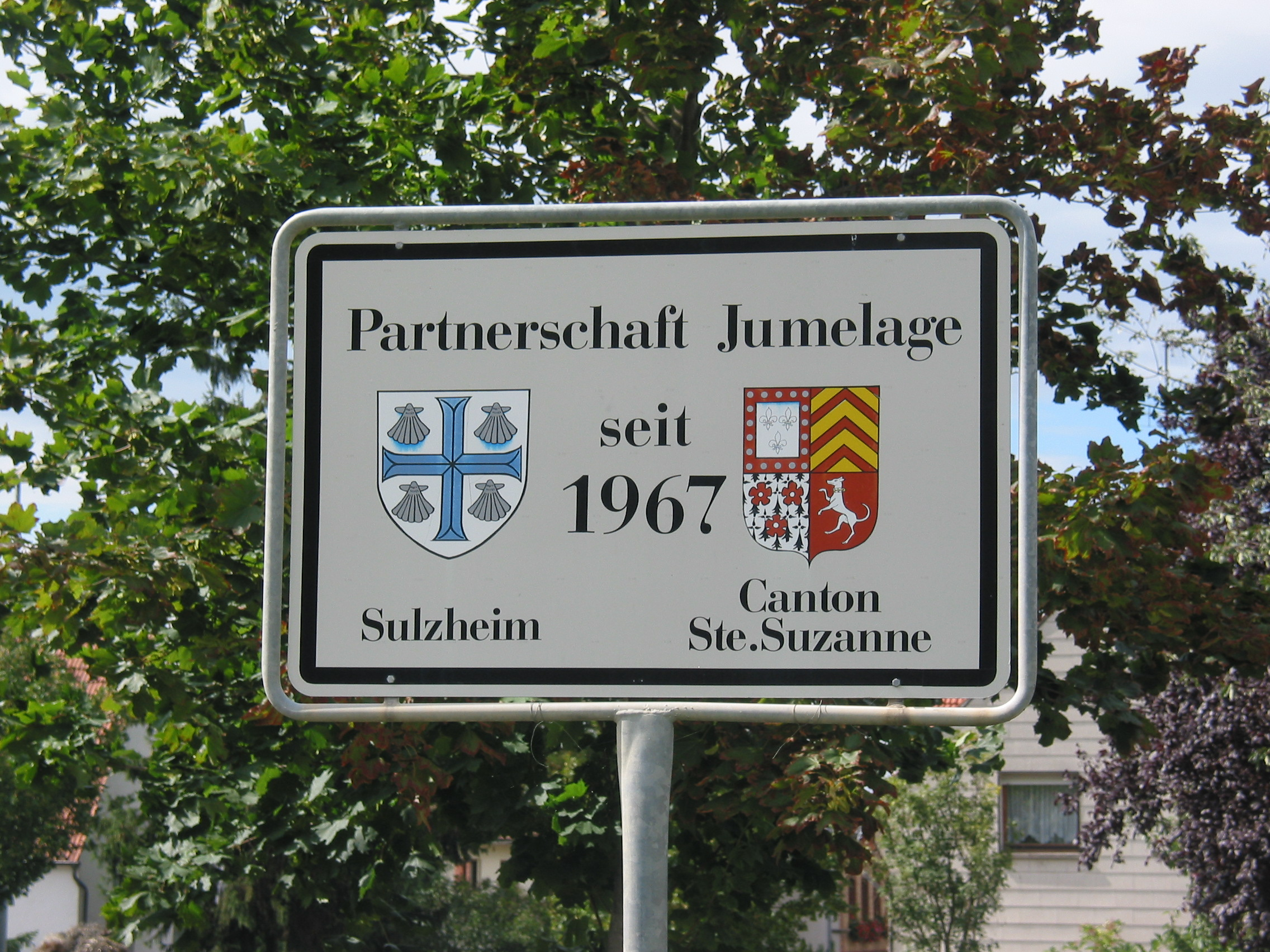
Vermelding van partnerschap tussen Schulzheim en Sainte-Suzanne (aangegeven bij Schulzheim)